# Diocesi di Leuce
La diocesi di Leuce (in latino Dioecesis Leucena) è una sede soppressa del patriarcato di Costantinopoli e una sede titolare della Chiesa cattolica.

## Storia
Leuce, identificabile con Lefke o con Capolova nella Bulgaria meridionale, è un'antica sede vescovile della provincia romana di Tracia nella diocesi civile omonima. Faceva parte del patriarcato di Costantinopoli ed era suffraganea dell'arcidiocesi di Filippopoli.
La diocesi appare per la prima volta nella Notitia Episcopatuum attribuita all'imperatore Leone VI (inizio X secolo), dove occupa il 5º posto nella lista delle suffraganee di Filippopoli. La sede è ancora menzionata in tutte le Notitiae successive fino al XII secolo.
Probabilmente Leuce fu una delle 553 diocesi bizantine scomparse dopo il 1453.
Unico vescovo conosciuto è Simeone, che partecipò al concilio di Costantinopoli dell'879-880 che riabilitò il patriarca Fozio di Costantinopoli.
Dal XVIII secolo Leuce è annoverata tra le sedi vescovili titolari della Chiesa cattolica; la sede è vacante dal 26 marzo 1987. La sede è menzionata dalle fonti come Leucensis, e solo con la nomina di Teodosio Clemente de Gouveia del 1936 assume il nome di Leucena.
Il titolo di Leuce viene assegnato anche dal patriarcato di Costantinopoli, dove sono noti titolari dal 1769, e dalla Chiesa ortodossa bulgara, il cui primo titolare morì nel 1937.

## Cronotassi

### Vescovi greci
- Simeone † (menzionato nell'879)

### Vescovi titolari latini
- Nicola Saverio Albini † (20 gennaio 1727 - 8 gennaio 1731 nominato arcivescovo titolare di Atene)
- Ignatius Franciscus Ladislaus Mednyánszky † (3 settembre 1731 - 6 dicembre 1733 deceduto)
- Stanisław Żarnowiecki † (26 giugno 1805 - 5 gennaio 1808 deceduto)
- Filippo de Angelis † (6 luglio 1826 - 15 marzo 1830 nominato arcivescovo titolare di Cartagine)
- Juan Fernández de Sotomayor Picón † (29 aprile 1831 - 19 dicembre 1834 nominato vescovo di Cartagena)
- Patrick Kennedy † (23 giugno 1835 - 7 giugno 1836 succeduto vescovo di Killaloe)
- Domenico Angelini † (8 luglio 1839 - 26 giugno 1851 deceduto)
- Gaetano Brinciotti † (5 settembre 1851 - 23 giugno 1854 nominato vescovo di Bagnoregio)
- Angelicus Bedenik, O.F.M.Cap. † (18 giugno 1861 - 2 novembre 1866 deceduto)
- Lothar von Kübel † (20 dicembre 1867 - 3 agosto 1881 deceduto)
- Giacinto Rossi, O.P. † (23 agosto 1881 - 18 novembre 1881 nominato vescovo di Luni, Sarzana e Brugnato)
- Ignacy Łobos † (27 marzo 1882 - 15 gennaio 1886 nominato vescovo di Tarnów)
- Gaetano Bacile di Castiglione † (7 giugno 1886 - 12 marzo 1931 deceduto)
- Florentino Simón y Garriga, C.M.F. † (10 aprile 1931 - 23 novembre 1935 deceduto)
- Teodósio Clemente de Gouveia † (18 maggio 1936 - 18 gennaio 1941[6] nominato arcivescovo di Lourenço Marques)
- Carlos Labbé Márquez † (30 giugno 1941 - 17 ottobre 1941 deceduto)
- Marie-Georges Petit † (20 giugno 1942 - 7 gennaio 1946 succeduto vescovo di Verdun)
- Gabriel Paulino Bueno Couto, O.Carm. † (26 ottobre 1946 - 21 novembre 1966 nominato vescovo di Jundiaí)
- Vasile Louis Puscas † (4 dicembre 1982 - 26 marzo 1987 nominato eparca di San Giorgio di Canton)